# Ponte (Vila Verde)
Ponte is een plaats (freguesia) in de Portugese gemeente Vila Verde en telt 561 inwoners (2001).